# 25200
25200（二万五千二百、にまんごせんにひゃく）は、自然数また整数において、25199の次で25201の前の数である。

## 性質
- 25200は合成数であり、約数は1, 2, 3, 4, 5, 6, 7, 8, 9, 10, 12, 14, 15, 16, 18, 20, 21, 24, 25, 28, 30, 35, 36, 40, 42, 45, 48, 50, 56, 60, 63, 70, 72, 75, 80, 84, 90, 100, 105, 112, 120, 126, 140, 144, 150, 168, 175, 180, 200, 210, 225, 240, 252, 280, 300, 315, 336, 350, 360, 400, 420, 450, 504, 525, 560, 600, 630, 700, 720, 840, 900, 1008, 1050, 1200, 1260, 1400, 1575, 1680, 1800, 2100, 2520, 2800, 3150, 3600, 4200, 5040, 6300, 8400, 12600, 25200である。
  - 約数の和は99944。
- 24番目の高度合成数であり、約数を90個持つ。1つ前は20160、次は27720。
  - 25を約数に持つ最小の高度合成数である。
  - 1から10の最小公倍数は2520であり、16と25を含めると25200がそれぞれ最小公倍数となる。
- 224番目の三角数である。1つ前は24976、次は25425。
- 3757番目のハーシャッド数である。1つ前は25182、次は25210。
  - 9を基とする501番目のハーシャッド数である。1つ前は25110、次は26001。
  - 三角数がハーシャッド数になる88番目の数である。1つ前は24976、次は28680。
- 22番目の超過剰数である。1つ前は15120、次は27720。
  - σ は約数関数であるとするとき、σ(25200)/25200 = 99944/25200= 12493/3150であり、25200 未満の 任意の自然数m で σ(m)/m > 12493/3150 を満たす数はないので、25200 は超過剰数である。
- 25200 = 24 × 32 × 52 × 7
  - 4つの異なる素因数の積で p 4 × q 2 × r 2 × s の形で表せる最小の数である。次は35280。
- 25200 = 150 × 168
  - n = 150 のときの n (n + 18) の値とみたとき1つ前は24883、次は25519。(オンライン整数列大辞典の数列 A098850)
- 25200 = 7! × 5
  - n =  7 のときの n! × 5 の値とみたとき1つ前は3600、次は201600。
- 25200 = 27 + 282 + 293
  - n = 27 のときの n + (n + 1)2 + (n + 2)3 の値とみたとき1つ前は22707、次は27869。(オンライン整数列大辞典の数列 A027620)
- 25200 = 10 × 12 × 14 × 15
  - n = 10 のときの n (n + 2)(n + 4)(n + 5) の値とみたとき1つ前は18018、次は34320。
- 約数の和が25200になる数は47個ある。(8856, 8940, 9048, 9612, 9880, 10056, 10470, 10976, 11020, 11622, 11980, 12232, 12572, 12594, 12616, 13532, 13604, 13708, 13990, 14326, 14686, 15574, 15735, 15922, 16054, 16318, 16402, 17511, 17799, 18327, 18897, 19195, 20155, 21307, 21983, 22243, 22591, 23089, 23783, 23921, 24127, 24331, 24559, 24721, 24779, 24881, 24883) 約数の和47個で表せる最小の数である。次は32400。
  - 約数の和の個数 n 個で表せる最小の数とみたとき、1つ前の46個は16128、次の48個は11520。(オンライン整数列大辞典の数列 A007368)

## その他 25200 に関連すること
- Triangular array a(n,k) = (1/k)*Sum_{i=0..k} (-1)^(k-i)*C(k,i)*i^n; n ≥ 1, 1 ≤ k ≤ n,の、(n,k)=(8,5)の項。
  -     - [1]
- T(n, m) = T(n-1, m-1) + 2*(4*n - 3)*T(n-1, m) - 8*(n-1)*(2*n - 3)*T(n-2, m), n ≥ m ≥ 0, with T(0, 0) =1, T(-1, m) = 0, T(n, -1) = 0 and T(n, m) = 0 if n < m. の(n,m)=(5,2)のときのT(n,m) 
  - 即ち、T(5, 2) = T(4, 1) + 2(4×5 - 3)×T(4, 2) - 8×(5-1)*(2×5 - 3)×T(3,2) = T(4,1)+34×T(4,2)-32×7×T(3,2) = 25200
    - [2]